# Ceratinopsis atolma
Ceratinopsis atolma là một loài nhện trong họ Linyphiidae.
Loài này thuộc chi Ceratinopsis. Ceratinopsis atolma được Ralph Vary Chamberlin miêu tả năm 1925.